# Merlí: Sapere Aude
Merlí: Sapere Aude è una serie televisiva spagnola creata da Héctor Lozano e distribuita dal 2019 al 2021 su Movistar+. La serie è uno spin-off di Merlí dell'emittente catalana TV3, e segue le vicende di Pol Rubio (Carlos Cuevas), che entra all'università per seguire le orme del suo idolatrato professore del liceo, Merlí.

## Trama
Pol Rubio (Carlos Cuevas) ritorna in aula e inizia i suoi studi presso la facoltà di filosofia, mesi dopo la morte del suo amato professore Merlí; il tutto per imitare il suo mentore e diventare anch'egli insegnante.

## Episodi
| Stagione         | Episodi | Prima TV Spagna | Prima TV Italia |
| ---------------- | ------- | --------------- | --------------- |
| Prima stagione   | 8       | 2019            | 2022            |
| Seconda stagione | 8       | 2021            | 2022            |

## Personaggi

### Personaggi principali
- Pol Rubio (stagioni 1-2), interpretato da Carlos Cuevas, doppiato da Manuel Meli.
- Bruno Bergeron (stagione 1), interpretato da David Solans, doppiato da Mattia Billi.
- María Bolaño (stagioni 1-2), interpretata da María Pujalte, doppiata da Cristina Boraschi.
- Rai Casamiquela (stagioni 1-2), interpretato da Pablo Capuz, doppiato da Alessandro Campaiola.
- Oti (stagioni 1-2), interpretata da Claudia Vega, doppiata da Lucrezia Marricchi.
- Biel Roca (stagioni 1-2), interpretato da Pere Vallribera, doppiato da Stefano Broccoletti.
- Alfonso Rubio (stagioni 1-2), interpretato da Boris Ruiz, doppiato da Gianni Giuliano.
- Gloria (stagioni 1-2), interpretata da Assun Planas, doppiata da Valeria Perilli.
- Minerva Picotti (stagione 1), interpretata da Azul Fernández, doppiata da Joy Saltarelli.
- Dino (stagione 2), interpretato da Eusebio Poncela, doppiato da Francesco Prando.
- Axel (stagione 2), interpretato da Jordi Coll, doppiato da Luca Ferrante.

### Personaggi secondari
- Arnau, interpretato da Martí Atance
- Ángel, interpretato da Carlos Índriago
- Sara, interpretata da Zoe Stein
- Etienne, interpretato da Arnaud Prechac
- Amy O'Connor, interpretata da Lesley Grant
- Henry, interpretato da Roberto Garcia
- Susana, interpretata da Teresa Sánchez
- Esther, interpretata da Silvia Marsó
- Octavi, interpretato da Pere Brasó
- Judith, interpretata da Blanca Martínez
- Vicky, interpretata da Carme Conesa
- Laura, interpretata da Gloria Ramos
- Sílvia Montoliu, interpretata da Eva Martín

### Guest star
- Merlí Bergeron, interpretato da Francesc Orella
- Carmina Calduch, interpretata da Anna Maria Barbany
- Abdul, interpretato da Mariano Nguema
- Xavier Vidal, interpretato da Joan Negrié
- Jordi, interpretato da Carles Bigorra

## Distribuzione
La prima stagione, composta da 8 episodi è stata distribuita in Spagna da Moviestar+ il 5 dicembre 2019; mentre la seconda ed ultima stagione, girata tra agosto e novembre 2020, composta anch'essa da 8 episodi, è stata distribuita a partire dal 2 aprile 2021 sulla stessa piattaforma.
In Italia la serie è stata interamente distribuita da Netflix, che ha reso disponibile la prima stagione il 18 agosto 2022, e la seconda stagione il 9 settembre seguente.

### Ambientazione riprese
I luoghi più importanti delle riprese sono ambientazioni come l'Università di Barcellona, il Barri Gòtic, il Raval e le spiagge di Barcellona.

## Riconoscimenti
- 2020 - Premi Iris[6]
  - Nomination Miglior sceneggiatura
  - Nomination Miglior Fiction
- 2021 - Premi Iris[7]
  - Nomination Miglior attrice a María Pujalte